# Sentiero a Louveciennes
Sentiero a Louveciennes (Le Chemin de la Machine, Louveciennes) è un dipinto del pittore inglese Alfred Sisley, realizzato nel 1873 e conservato presso il museo d'Orsay di Parigi.

## Descrizione
L'opera presenta decise tangenze tematiche e compositive con un dipinto di Meindert Hobbema esposto alla National Gallery di Londra, Sentiero di Middelharnis: con tutta probabilità Sisley si servì di questa fonte figurativa, presumibilmente conosciuta durante il suo soggiorno inglese del 1857-1861. Indubbia, invece, appare l'influenza di Jean-Baptiste Camille Corot nella concezione naturalistica della composizione. L'ampia importanza accordata al cielo, invece, rivela l'amore che Sisley provava per John Constable, celebre pittore inglese di inizio Ottocento, e per i maestri olandesi del Seicento, in particolar luogo Salomon van Ruysdael.
Magistrale cantore della fine dolcezza dell'Ïle-de-France, Sisley in questo quadro sceglie di raffigurare un viottolo di campagna di Louveciennes, uno dei villaggi che più apprezzava. Non solo in quest'opera il tema è paesaggistico, com'è d'altronde tipico in Sisley, ma vi troviamo anche un ardito effetto prospettico di sfondamento: l'illusione della terza dimensione, infatti, viene restituita dalla strada che si snoda perpendicolarmente alla superficie pittorica. Gli alberi, svettando maestosi nel cielo, non solo conferiscono profondità e ritmo alla composizione ma intrecciano anche un complesso gioco di linee e di simmetrie, con la loro verticalità che viene contrapposta all'andamento orizzontale delle loro ombre.
Il punto di vista è leggermente decentrato e offre all'osservatore un'agile visione del sentiero, immerso in una luce calda e radente, tipica di quel periodo che intercorre tra la fine dell'estate e l'inizio dell'autunno. Memore della lezione di Johan Barthold Jongkind, inoltre, Sisley umanizza il suo paesaggio introducendovi alcune piccole figure. L'indagine pittorica di Sisley è al tempo stesso acuta e intima, e restituisce una sensazione di dolce desolazione, appena stemperata dalla presenza di un cielo terso e dalla tavolozza giocata sui colori caldi.